# CPSF2
CPSF2‏ (Cleavage and polyadenylation specific factor 2) هوَ بروتين يُشَفر بواسطة جين CPSF2 في الإنسان.
هذا البروتين هو وحدة فرعية من مركب عامل الانقسام والتعدد الأدينيلات (CPSF) الذي يلعب دورًا رئيسيًا في معالجة نهاية ما قبل mRNA 3' والتعدد الأدينيلات. يربط بروتين CPSF2 بين الوحدتين الفرعيتين للمركب، mCF وmPSF. يساهم تركيبه في استقرار تفاعل الوحدات الفرعية ومرونة المركب اللازمة للوظيفة. تم تحديد هذا البروتين كوحدة فرعية أساسية للمركب حيث أن بعض الطفرات في المنطقة تمنع تكوين مركب CPSF.